# Лельевр, Аделаид Блез Франсуа
Аделаид Лагранж (Аделаид Блез Франсуа Ле Льевр, маркиз Ла Гранж и де Фуриль; фр. Adelaïde Blaise François Le Lièvre de La Grange et de Fourilles; 1766—1833) — французский военный деятель, дивизионный генерал (1809 год), барон (1811 год), граф (1813 год), маркиз (1814 год), участник революционных и наполеоновских войн.
Его младший брат, Шарль Лагранж, также дослужился до звания генерала.
Имя генерала выбито на Триумфальной арке в Париже.

## Биография
Родился в семье генерал-лейтенанта королевской армии. 21 декабря 1781 года начал военную службу добровольцем в батальоне Артуа. 4 августа 1783 года переведён в карабинерскую роту. 1 мая 1788 года зачислен во 2-й пехотный полк в звании лейтенанта. 8 ноября 1789 года получил звание капитана в драгунском полку Королевы. 12 января 1792 года переведён в 50-й пехотный полк. 3 марта назначен адъютантом маршала Люкнера. 15 июня возглавил эскадрон 6-го драгунского полка. 8 сентября произведён в полковники, и назначен командиром этого полка. 20 сентября 1792 года ранен в руку в сражении при Вальми. 12 октября сменил драгун на гусар, и возглавил 5-й гусарский полк. Служил в составе Северной армии. 28 октября 1793 года отстранён от службы как аристократ народным представителем Дюкенуа, арестован и препровождён в тюрьму Арраса, откуда освободился 4 декабря 1793 года.
2 мая 1800 года вернулся на военную службу, и был назначен командиром 24-го конно-егерского полка, однако состоял при штабе генерала Мюрата в составе Итальянской армии в ходе кампании 1800 года.
8 февраля 1801 года получил должность командира 7-го конно-егерского полка. Служил в Брестском лагере. Принимал участие в кампаниях 1805, 1806 и 1807 годов в составе бригады лёгкой кавалерии Дюронеля 7-го корпуса маршала Ожеро Великой Армии. В канун шестой годовщины своего назначения в полк фактически потерял его в результате атаки кавалерийской бригады генерал-майора Кожина в первый день битвы при Прейсиш-Эйлау.
С 28 марта 1807 года в составе дивизии Лассаля. 10 июня был ранен пулей в бедро в сражении при Гейльсберге. 25 июня 1807 года произведён в бригадные генералы.
28 ноября 1807 года переведён в состав 2-й кавалерийской дивизии 2-го Обсервационного корпуса Жиронды. 2 марта 1808 года назначен начальником штаба генерала Бельяра, в июле переведён в состав дивизии генерала Гобера, протестовал против капитуляции корпуса генерала Дюпона при Байлене и 12 ноября 1808 года возвратился во Францию.
С 10 апреля 1809 года командовал бригадой в составе кавалерийской дивизии генерала Лассаля в составе Армии Германии. Принимал участие в Австрийской кампании 1809 года. В конце апреля заменил Клемана де Ля Ронсьера на посту командира 1-й бригады 2-й дивизии тяжёлой кавалерии. 21 мая был тяжело ранен в руку пушечным ядром в сражении при Эсслинге, и сдал командование бригадой.
29 июня 1809 года произведён в дивизионные генералы. 24 августа назначен комендантом Верхней Австрии. 30 апреля 1811 года получил должность коменданта Антверпена. 4 мая 1812 года назначен ответственным за побережье Мекленбурга. 31 октября 1813 года — старший губернатор Везеля. 1 января 1814 года переведён на должность коменданта Меца, а с 5 февраля — командующий Национальной гвардии департамента Сена и Марна.
После первой реставрации Бурбонов награждён титулом маркиза и 15 июня 1814 года назначен капитан-лейтенантом 2-й роты Королевских чёрных мушкетёров. Во время «Ста дней» последовал 24 марта 1815 года за королём Людовиком XVIII в Гент, а после второй реставрации назначен 7 сентября 1815 года командующим 20-го военного округа, 14 сентября 1819 года — командующий 18-го военного округа. Вышел в отставку после Июльской революции 1830 года. Умер 2 июля 1833 года в Париже в возрасте 66 лет.

## Воинские звания
- Младший лейтенант (9 мая 1782 года);
- Лейтенант (1 мая 1788 года);
- Капитан (8 ноября 1789 года);
- Командир эскадрона (15 июня 1792 года);
- Полковник (8 сентября 1792 года);
- Бригадный генерал (25 июня 1807 года);
- Дивизионный генерал (29 июня 1809 года).

## Титулы

Герб барона.

- Герб барона.Барон Лагранж и Империи (фр. baron Lagrange et de l'Empire; декрет от 19 марта 1808 года, патент подтверждён 13 февраля 1811 года);
- Граф Лагранж и Империи (фр. comte Lagrange et de l'Empire; патент подтверждён 19 февраля 1813 года)[1];
- Маркиз де Ля Гранж (фр. marquis de La Grange).

## Награды
Легионер ордена Почётного легиона (11 декабря 1803 года)
 Офицер ордена Почётного легиона (14 июня 1804 года)
 Кавалер военного ордена Святого Людовика (12 июня 1814 года)
 Командор военного ордена Святого Людовика (3 января 1815 года)
 Большой крест военного ордена Святого Людовика (17 августа 1822 года)
 Командор ордена Почётного легиона (19 августа 1823 года)